# 하이트하우젠

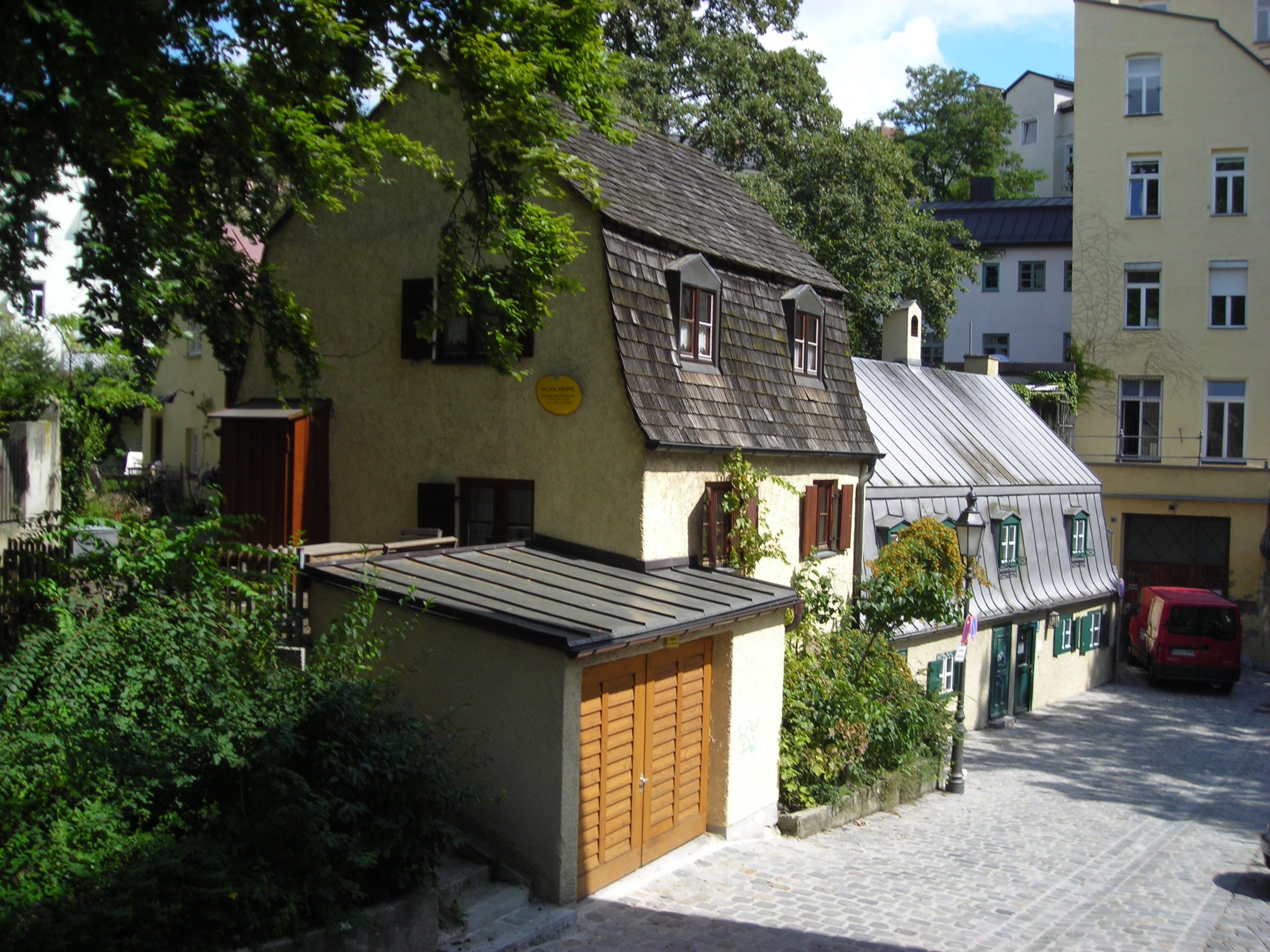
하이트하우젠

하이트하우젠(독일어: Haidhausen)은 독일 뮌헨 4분의 1에 해당하는 도시이다.